# Kangarudy
Kangarudy is een platformspel ontwikkeld door Hans Ippisch voor de Commodore 64. Het spel werd in 1992 uitgebracht met het disk magazine Golden Disk 64, gedistribueerd door CP Verlag.